# Isenach
Die Isenach, am Unterlauf auch Mörschbach, ist ein knapp 36 km langer Bach in Rheinland-Pfalz, der aus dem Pfälzerwald kommt und etwa 3 km östlich von Bobenheim-Roxheim nahe der Grenze zwischen dem Rhein-Pfalz-Kreis und der kreisfreien Stadt Worms von links in den Rhein mündet. Der Bach fließt in der nordöstlichen Pfalz.

## Name
Die ersten schriftlichen Erwähnungen waren Nisenachen (1141), Nisenacho (1194–1198), Niesenache (1266) und Nyselach (1385).
Während das Grundwort des Kompositums Isenach die heute noch vor allem in Süddeutschland häufige und als Femininum gebrauchte Fluss- oder Bachbezeichnung Ach(e) ist, die aus dem Althochdeutschen als aha überliefert ist, verbinden manche Sprachforscher das Bestimmungswort mit dem germanischen Wortstamm *Nit-, das sich aus dem indogermanischen *neid- mit der Bedeutung ‚strömen‘ entwickelte. Das initiale N- wurde in Anlehnung an den Namen des benachbarten Eisbachs (766 Isina) getilgt.

## Geographie

### Verlauf

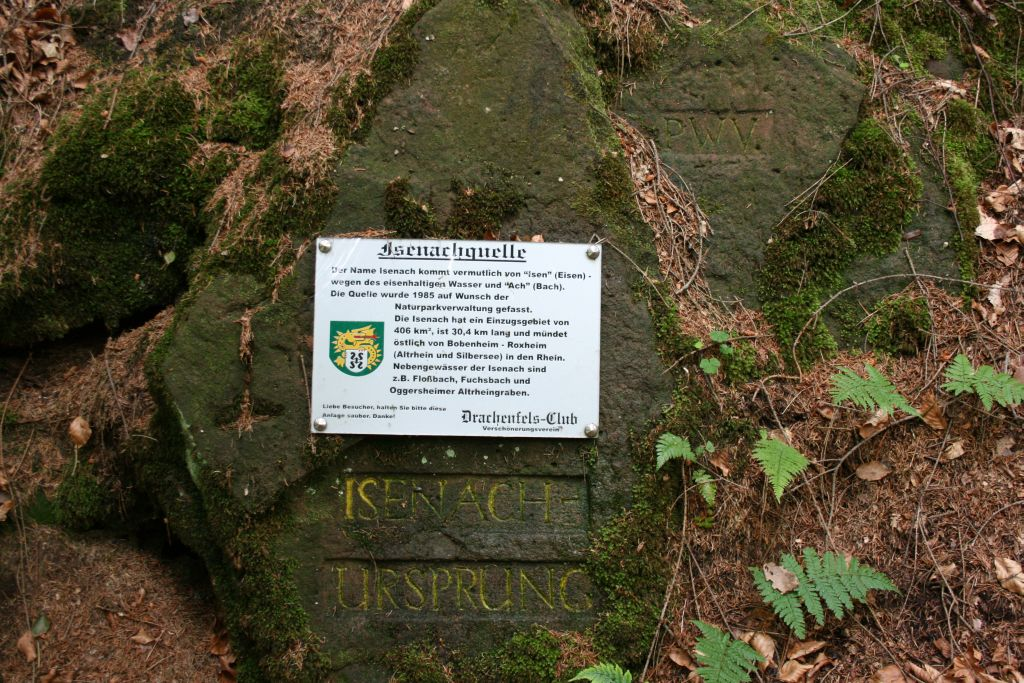
Ritterstein 277 an der Quelle

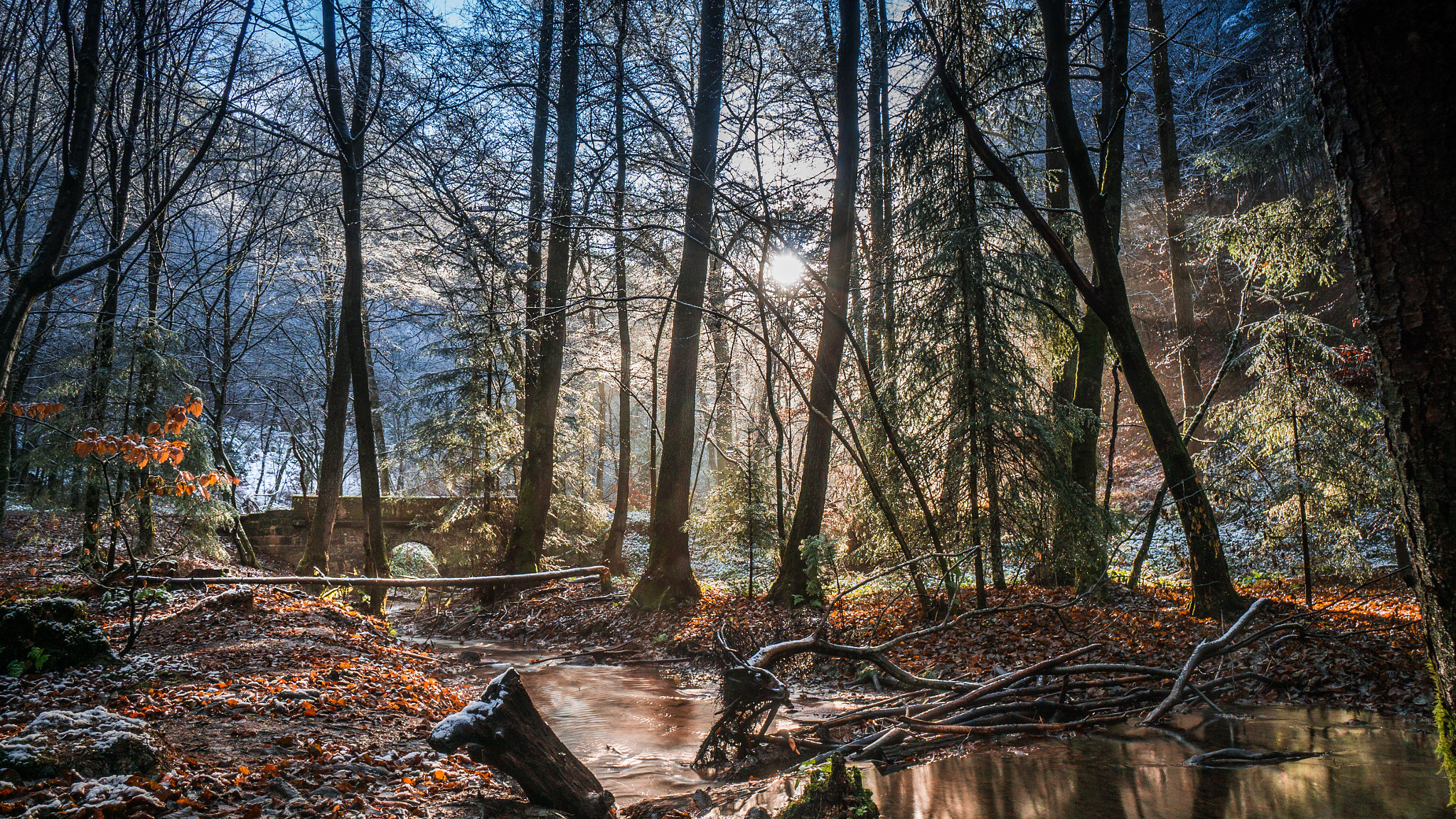
Isenach in ihrem Oberlauf

Die Isenach entspringt im nördlichen Pfälzerwald auf der Waldgemarkung von Bad Dürkheim 2 km südwestlich von Carlsberg-Hertlingshausen, wo jenseits der lokalen Wasserscheide am Ortsrand der Eckbachursprung liegt. Die Isenachquelle im Diemersteiner Wald an der Südostflanke eines Sattels auf 319 m Höhe zwischen den Erhebungen Krummes Eck (449 m) und Hohe Bühl (444 m) ist durch den Ritterstein 277 mit der Inschrift Isenach-Ursprung markiert. Das Gewässer läuft zunächst etwa 5 km weit südostwärts, kurz nach dem Durchfließen des Isenachweihers knickt der Lauf dann nach Osten ins Jägerthal ab; dort verläuft fortan die Bundesstraße 37 (Kaiserslautern–Bad Dürkheim). Einige Kilometer weiter östlich führt von Süden her der Fernwanderweg Staudernheim–Soultz-sous-Forêts ins Tal, der bis kurz vor Erreichen des Siedlungsgebiets von Hardenburg dem Flussverlauf folgt.
Bei Bad Dürkheim durchbricht die Isenach die Haardt, den Ostrand des Pfälzerwalds, und tritt in das mit Reben bestandene Hügelland entlang der Deutschen Weinstraße ein. Die Oberrheinische Tiefebene durchquert sie anschließend in Nordostrichtung und passiert dabei Erpolzheim, die Wüstung Eyersheim (Eyersheimer Mühle und Eyersheimer Hof, heute zur Gemarkung Weisenheim am Sand gehörend) sowie Lambsheim. Unterhalb von Erpolzheim nimmt die Isenach von links den Schlittgraben auf, unterhalb von Lambsheim von rechts den Floßbach. Dann unterquert sie die Autobahn 61 (Speyer–Koblenz). In der Folge trennt sie die Frankenthaler Stadtteile Eppstein und Flomersheim.

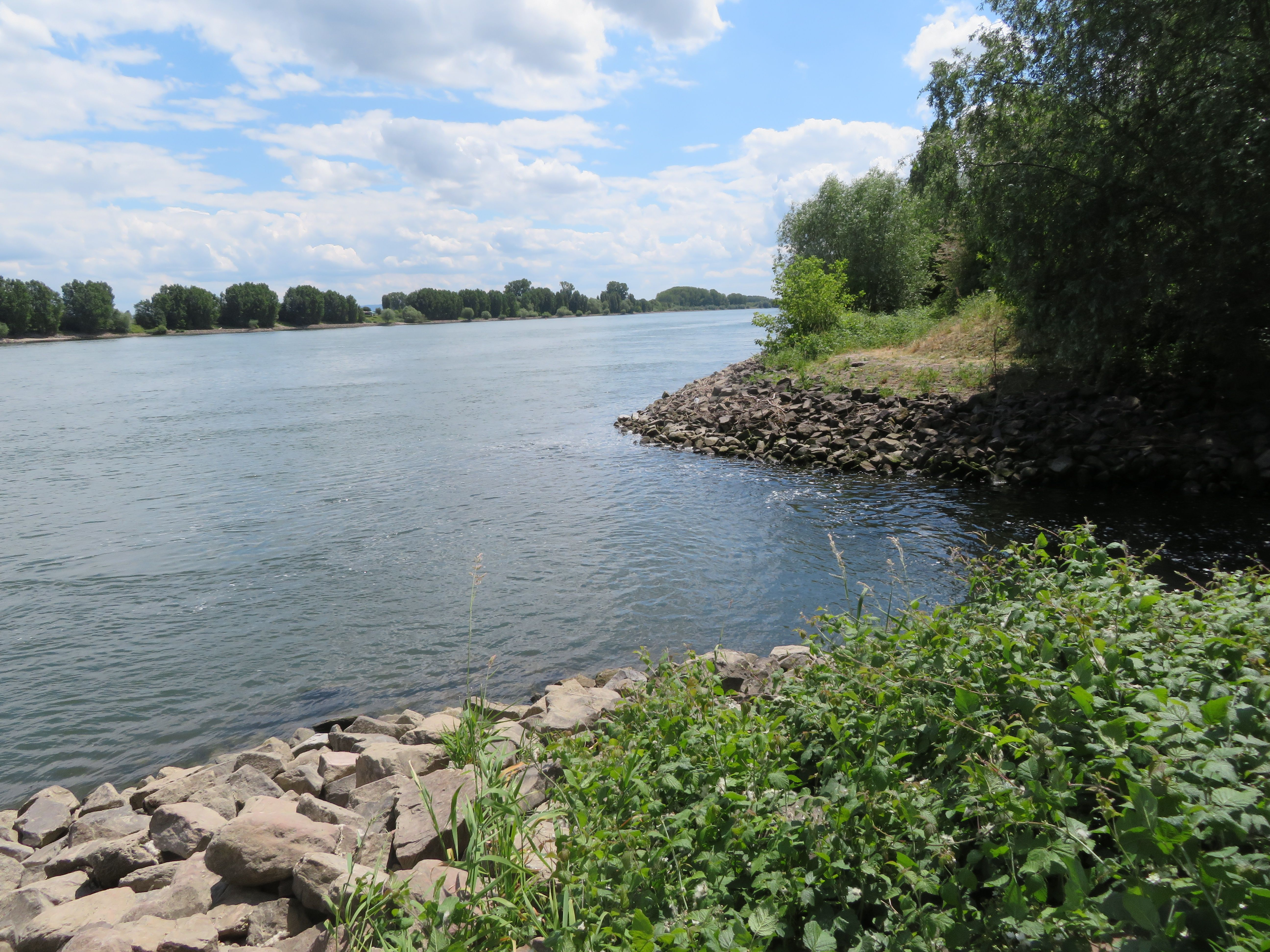
Die Mündung in den Rhein

Im südöstlichen Stadtgebiet von Frankenthal, bevor von links der im Untergrund verrohrte Fuchsbach mit einem geringen Teil seines Wassers einmündet, wendet sich die Isenach nach Norden und bildet hier einen knappen Kilometer lang die Stadtgrenze zwischen Frankenthal und Ludwigshafen. Anschließend, auf ihrem Lauf durch den Frankenthaler Vorort Mörsch, wird die Isenach auch Mörschbach genannt. Im Osten von Bobenheim-Roxheim wird sie am westlichen Ende des Naturschutzgebiets Hinterer Roxheimer Altrhein in Dammlage über einen Altrheinarm geführt und läuft – weiter in Dammlage – zwischen diesem und dem Silbersee hindurch nach Nordosten. Schließlich unterquert sie die Bundesstraße 9 und mündet 4 km südlich von Worms auf 87 m Höhe von links in den Oberrhein.
Der Höhenunterschied von 233 m zwischen Quelle und Mündung bewirkt, bezogen auf die Gewässerlänge von 35,8 km, ein mittleres Sohlgefälle von 6,5 ‰.

### Zuflüsse
Die Zuflüsse sind angegeben von der Isenachquelle abwärts mit Mündungsseite, Längen in km und Einzugsgebieten in km²:
- Bach aus der Franzosendell (links), 1,0 km und 4,14 km²
- Schützfelder Bergbach (rechts), 1,2 km und 0,99 km²
- Bach vom Einsiedlerbrunnen (links), 0,6 km und 1,42 km²
- Kirschbach (rechts), 4,2 km und 7,63 km²
- Stütertalbach mit rechtem Oberlauf Dreibrunnentalbach (rechts), 5,6 km und 10,61 km²
- Wolfentalbach (links), 1,4 km und 3,16 km²
- Wächterstalbach (rechts), 2,2 km und 2,95 km²
- Bächeltalbach (links), 1,0 km und 0,88 km²
- Pfaffentalbach (links), 1,9 km und 2,68 km²
- Eppentalbach (rechts), 1,8 km und 3,57 km²
- Seebacher Graben (rechts), 2,2 km und 1,22 km²
- Borntalgraben (links), 2,1 km und 4,3 km²
- Schlittgraben (links), 9,8 km und 14,45 km²
- Seegraben (rechts), 5,1 km und 10,68 km²
- Fuchsbach (links), 11,4 km, mit einem geringen Teil seines Wassers
- Floßbach (rechts), 16 km und 169,33 km²
- Moosgraben (rechts), 2,0 km und 0,74 km²
- Mutterstädter Altrhein (rechts)
- Bruchgraben (rechts), 1,0 km und 0,49 km²
- Bruchgraben (links), 2,4 km und 2,34 km²
- Köstengraben (links), 2,2 km und 3,31 km²

### Ortschaften
- Stadt Bad Dürkheim
  - Wohnplatz Isenach unterhalb des Isenachweihers
  - Jägerthal
  - Alte Schmelz
  - Hardenburg
  - Hausen
  - Grethen
  - Kernstadt
  - Bad Dürkheim-Sägmühle
  - Ungstein
- Erpolzheim
- Weisenheim am Sand
- Lambsheim
- Stadt Frankenthal
  - Eppstein
  - Flomersheim
  - Kernstadt
  - Mörsch
- Bobenheim-Roxheim

## Geschichte

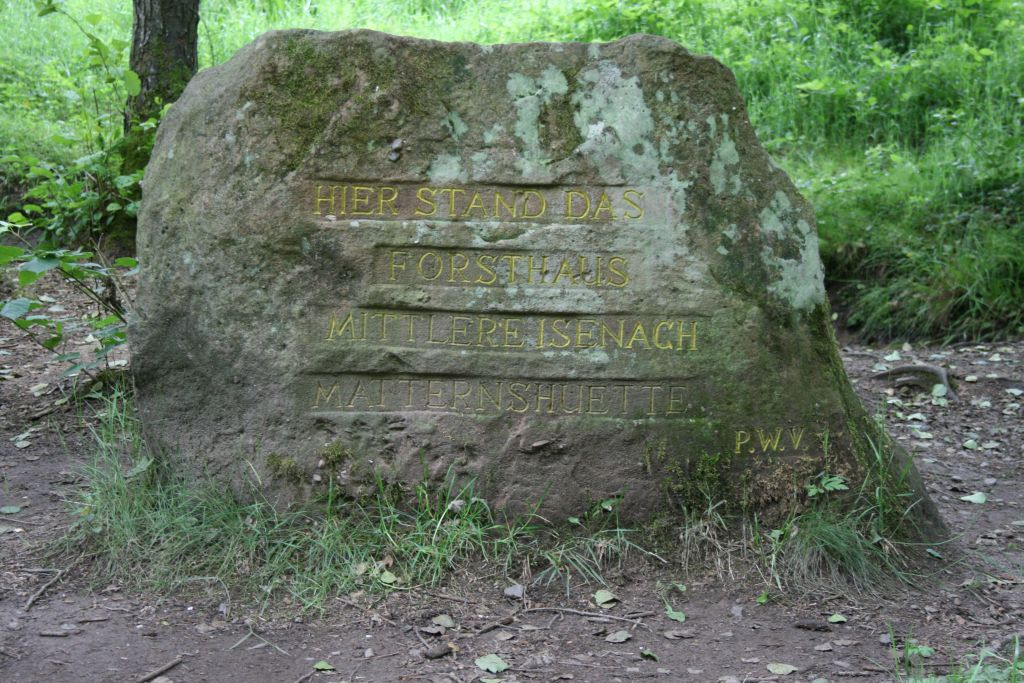
Gedenkstein für die frühere Matternshütte

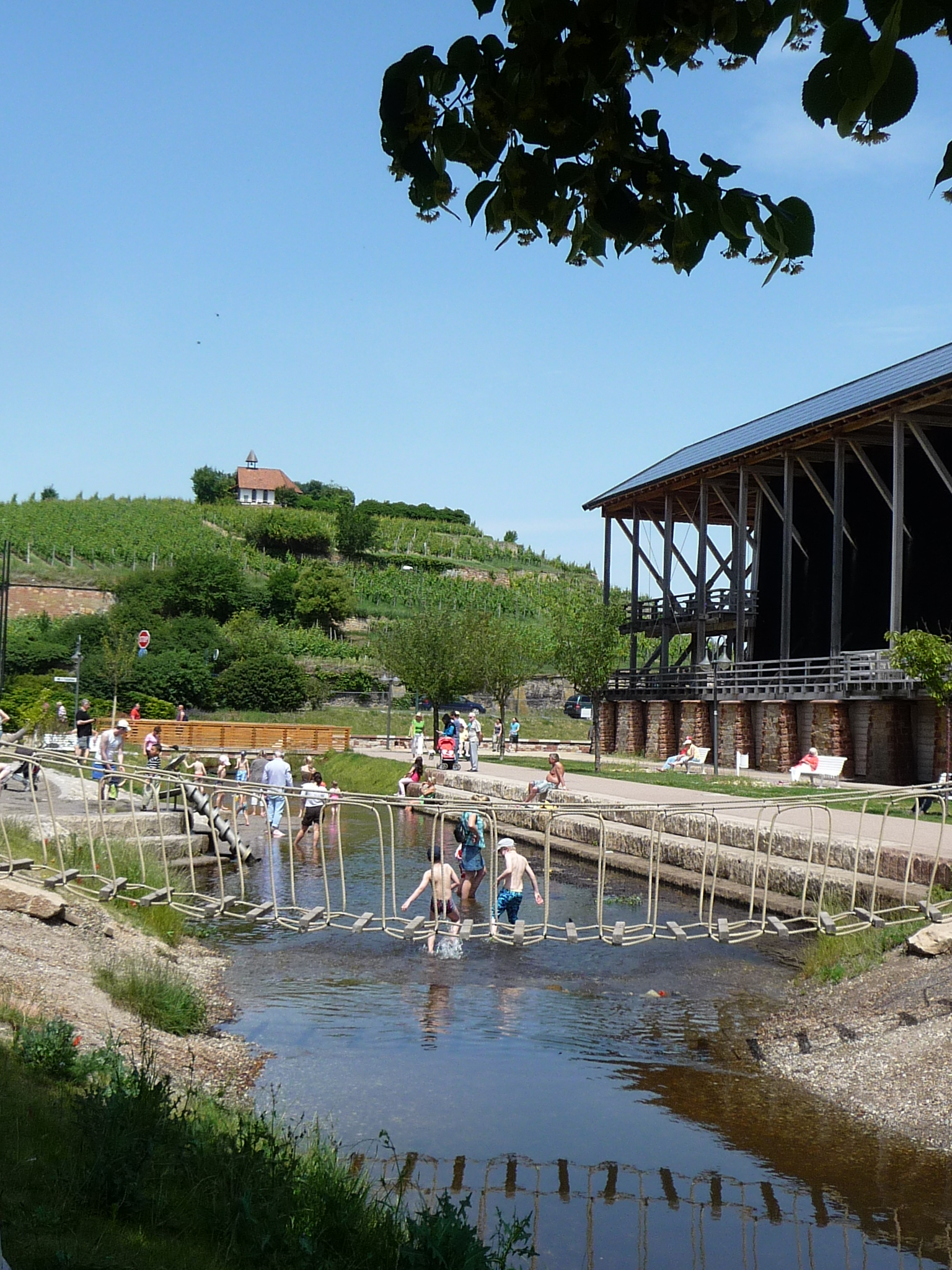
Offenlegung an der Saline bei der Renaturierung 2013

Im Altertum war die Isenach die Grenze zwischen den Stämmen der germanischen Nemeter südlich und der keltischen oder germanischen Vangionen nördlich des Wasserlaufs. Der Herzogweiher am westlichen Eingang von Bad Dürkheim wurde bereits im Mittelalter künstlich angelegt und erstmals 1408 als Fischwoog erwähnt. 1571 ist von einer zugehörigen Mühle die Rede, die mitsamt dem Weiher unter die Herrschaft von Kurfürst Friedrich III. kam. 1583 ließ Pfalzgraf Johann Kasimir ein zusätzliches Wasserreservoir anbauen, um ab 1592 die Pumpen des Salzwerks versorgen zu können. Die Mühle wurde 1588 durch einen Neubau ersetzt, der zunächst Pfalzneumühle und dann Herzogmühle genannt wurde. 1742 wurde der Staudamm erhöht, weil auch die Pumpen des 1736 zur Salzgewinnung errichteten Gradierwerks Bad Dürkheim bis 1850 mit Wasserkraft aus der Isenach betrieben wurden.
Weiter oberhalb, etwa 5 km nach ihrer Quelle, wurde die Isenach in den Jahren 1736/37 zu einem weiteren Woog, dem Isenachweiher, aufgestaut, um eine gleichmäßige Wasserführung des Flüsschens zu gewährleisten. Diese war notwendig, weil die Pumpen des ebenfalls 1736 errichteten Gradierwerks Bad Dürkheim bis 1850 mit Wasserkraft betrieben wurden, die aus der Isenach gewonnen wurde. Zudem stellte der Stausee die Versorgung eines Mühlrads unterhalb des Staudamms sicher. Mitte der 1980er Jahre wurde die Staumauer repariert und restauriert.
In der Mitte des 18. Jahrhunderts wurde an der mittleren Isenach die Lambsheimer Mühle errichtet. Um zu deren Wasserversorgung ein stärkeres Gefälle zu erzielen, wurde das Bachbett oberhalb der Mühle auf einer Strecke von etwa 1400 m um 2 m angehoben und das Isenachwasser teilweise in einen neuen Mühlenkanal abgeleitet. Diese Dammlage, verbunden mit späteren Begradigungen am Oberlauf des Gewässers, bewirkte nach Starkregen immer wieder Überschwemmungen in Lambsheim. 2008 wurde die mehr als 250 Jahre zurückliegende Anhebung des Bachbetts rückgängig gemacht und das Gewässer renaturiert. Da der Aushub durch Eintragung und Ablagerung von natürlich vorkommendem Arsen aus dem Pfälzerwald verunreinigt war, musste er als Sondermüll entsorgt werden. Der Mühlenkanal blieb als Industriedenkmal erhalten. Damit er nicht trockenfällt, wird er über ein Pumpwerk kontinuierlich mit Wasser versorgt. Die gesamte Renaturierungsmaßnahme kostete 780.000 Euro, wovon das Land Rheinland-Pfalz 500.000 Euro übernahm.
In den 1780er Jahren wurde die Isenach am Südrand von Frankenthal aus ihrer ursprünglich östlichen Fließrichtung auf Dauer nach Norden umgeleitet, um das Wasser zusammen mit demjenigen des Fuchsbachs zur Befüllung des damals neu gebauten Kanalhafens zu verwenden. Damit fungierte für mehr als eineinhalb Jahrhunderte der Frankenthaler Kanal als neue Isenachmündung in den Rhein. Mit der Kanalschließung, 1944 im Zweiten Weltkrieg nach schweren Bombenschäden notwendig geworden, wurde die Isenach in Höhe einer alten Schleuse noch weiter nach Norden geführt. Insgesamt ist die heutige Isenachmündung gegenüber der ältesten um etwa 8 km rheinabwärts verschoben; damit hat auch die Gewässerlänge um etwa 5 km zugenommen.
Aus einer teichartigen Erweiterung der Isenach bestand die erste öffentliche Badeanstalt der Stadt Frankenthal. Sie lag außerhalb im Süden An der Postbrücke, die über das Flüsschen führte, und wurde betrieben, bis 1933/34 das Strandbad im Osten der Stadt eröffnet wurde. Im Bereich der Postbrücke bildet heute die Mahlastraße den südlichen Eingang zur Kernstadt.
In Bad Dürkheim eröffnete die Struktur- und Genehmigungsdirektion Süd in Neustadt an der Weinstraße 2012 das Pilotprojekt Isenach zur Renaturierung und zur Hebung der Wasserqualität. In der Folge wurde ein 1,5 km langes, im 20. Jahrhundert verrohrtes Teilstück der Isenach wieder offengelegt, so dass sie durch den Kurpark und an der Saline vorbei wie früher oberirdisch fließt. Das Projekt, das 2013 abgeschlossen wurde, diente auch dem Hochwasserschutz.

## Sehenswürdigkeiten
Die Gegend um die Isenach ist reich an historischen Zeugnissen. Die Zeitspanne reicht von der Kelten- über die Römerzeit und das Mittelalter bis in die Neuzeit.

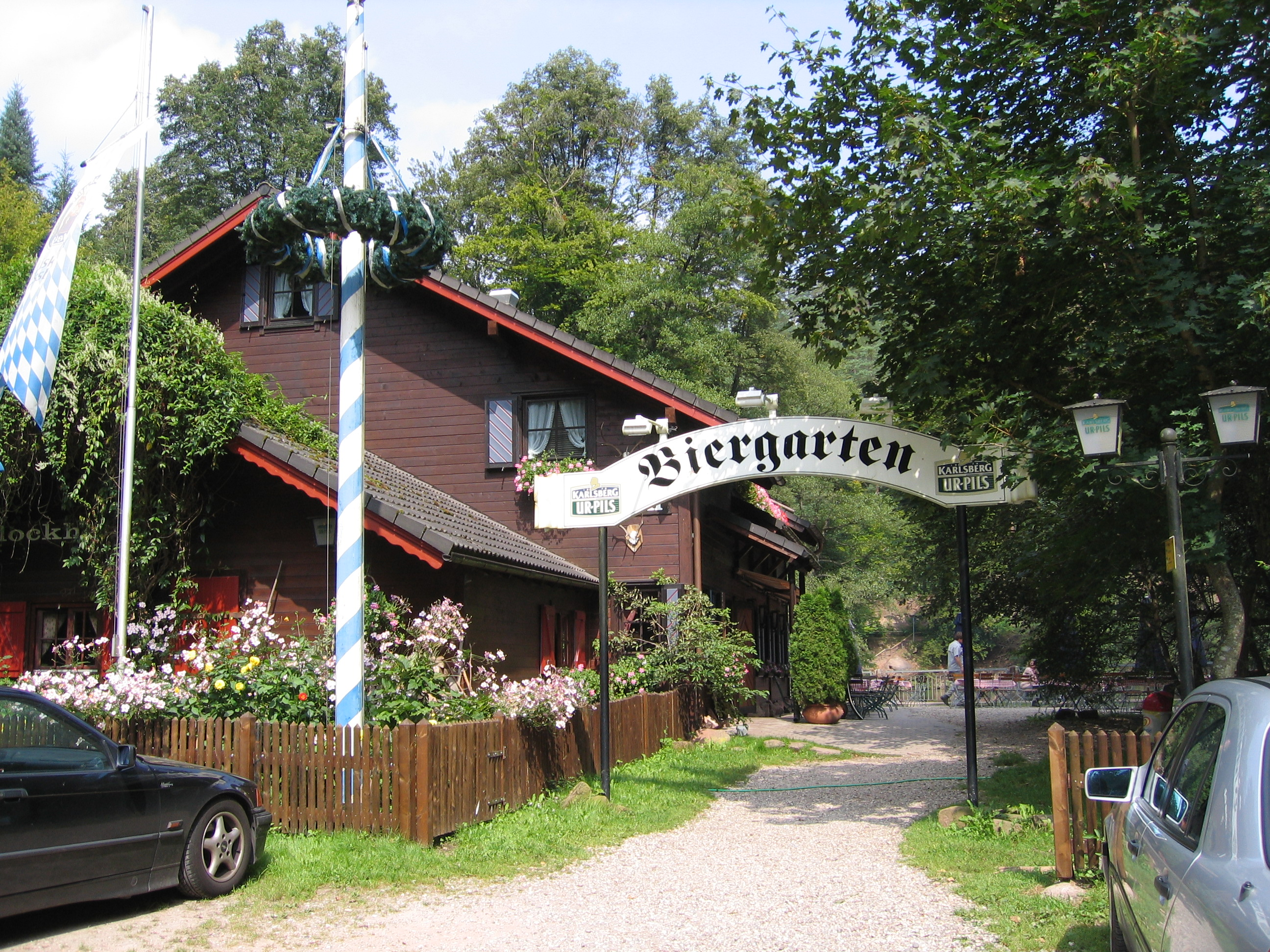
Forsthaus zur Isenach
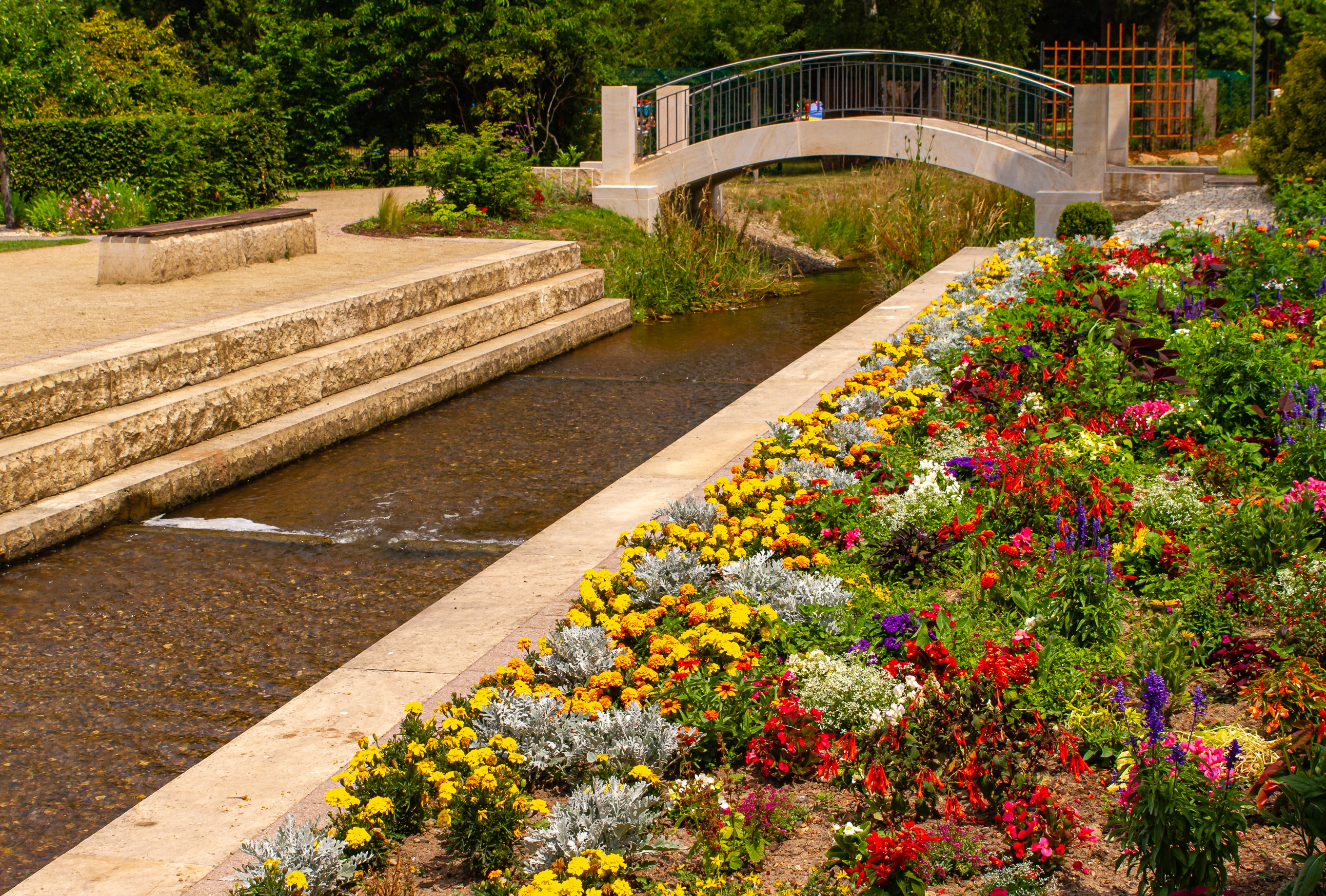
Isenach im Kurpark
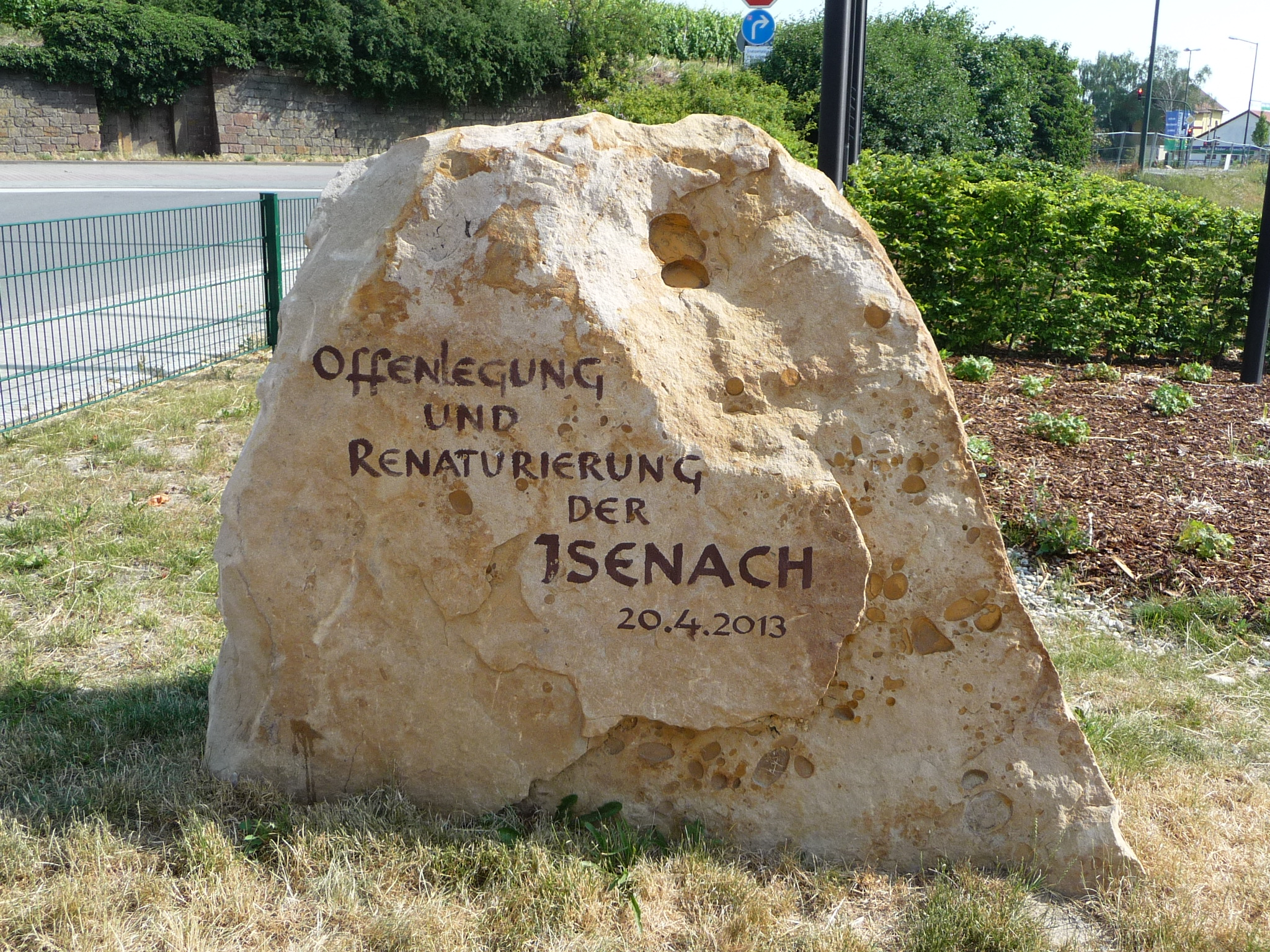
Renaturierung 2013
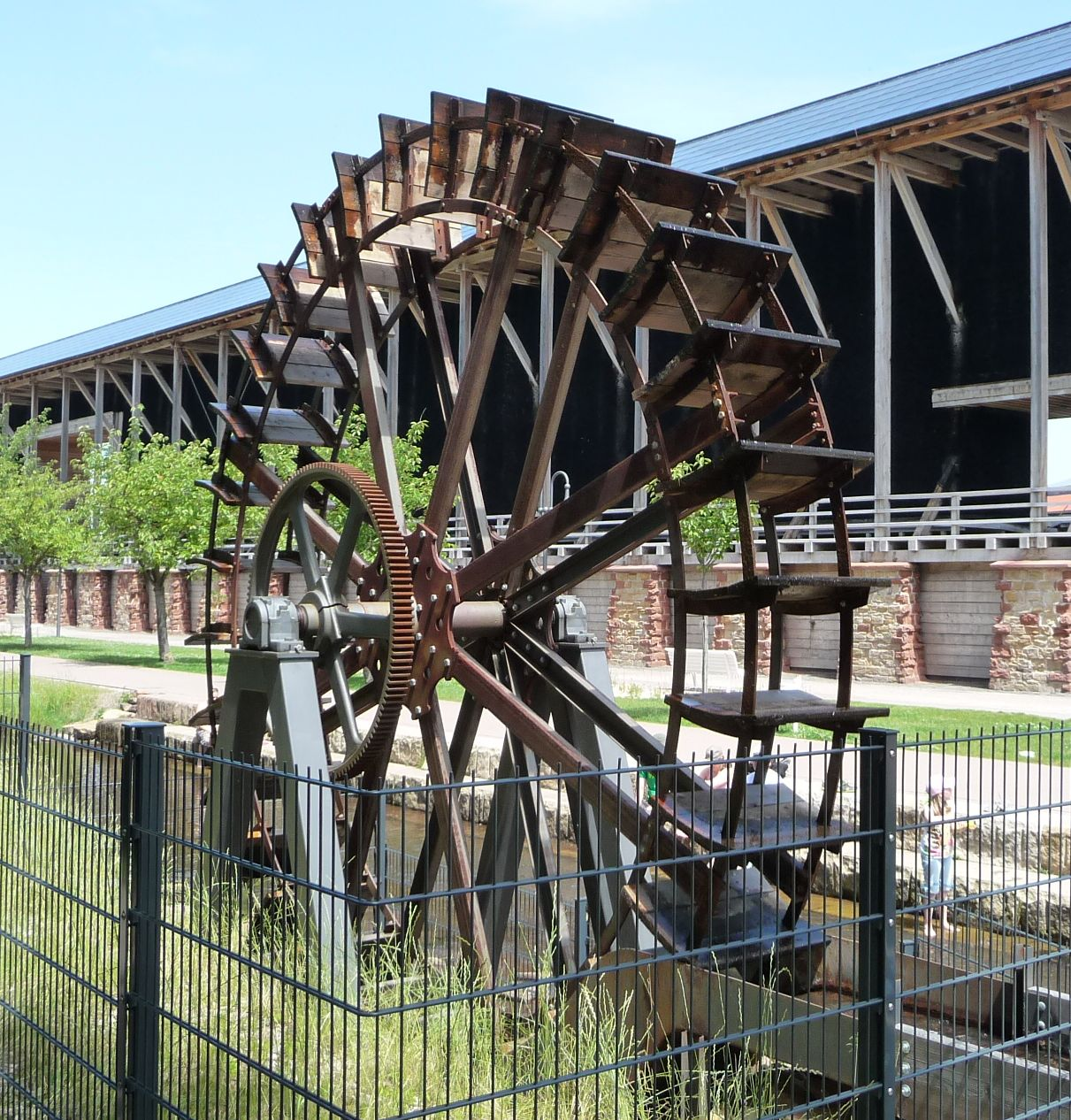
Wasserrad in der Isenach
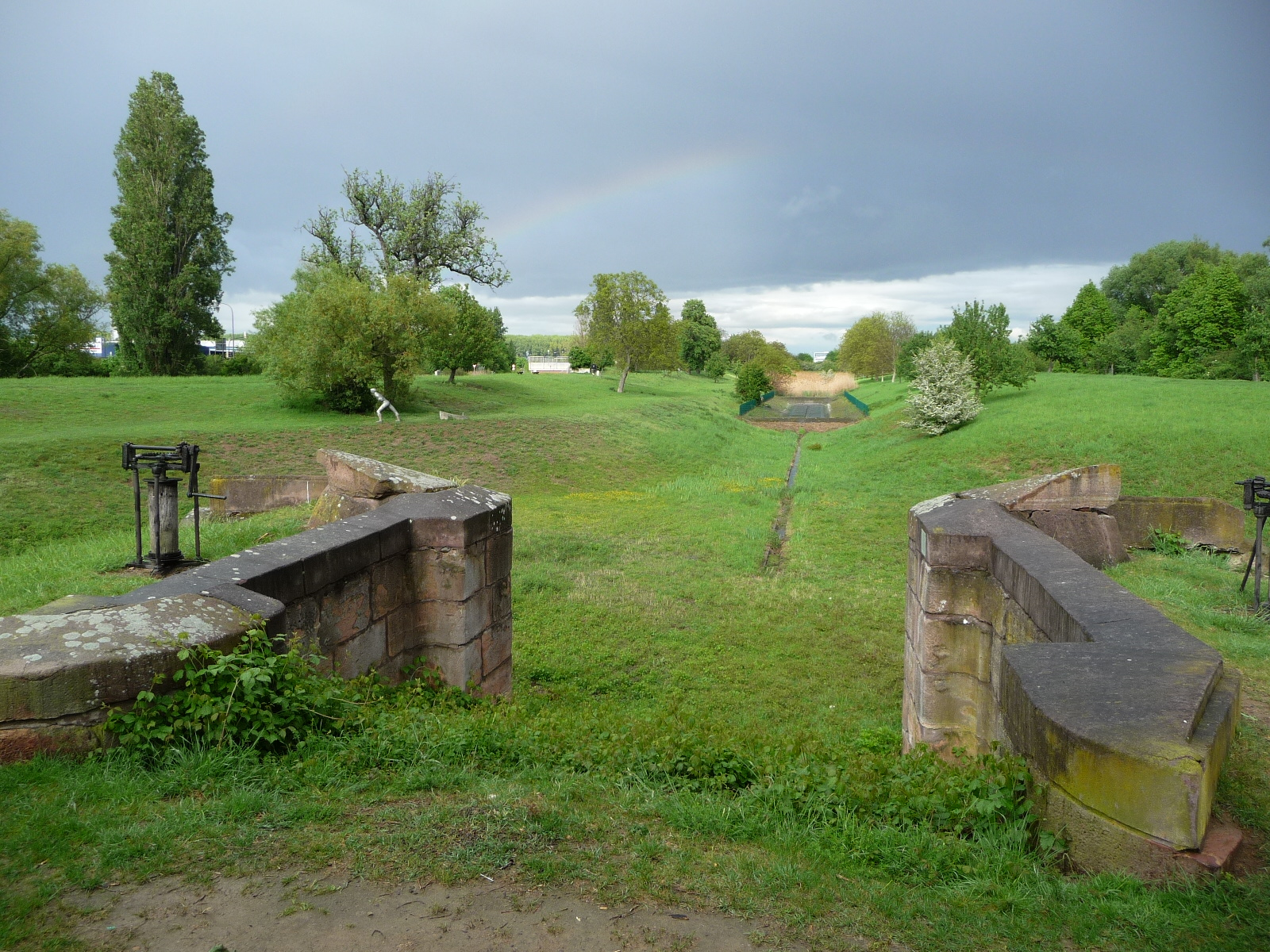
Rest der Schleuse zum Frankenthaler Kanal

Isenachweiher
An der Stelle, wo einst das Haus des Wärters stand, der den Stausee zu beaufsichtigen hatte, steht heute ein geräumiges Waldgasthaus, das als Blockhaus ausgeführte Forsthaus Isenach. Dort können auch Ruderboote gemietet werden.
Eisenhammer
Das Gasthaus Alte Schmelz 3 km unterhalb des Isenachweihers enthält noch Teile eines Eisenhammers, der nach Art einer Mühle mit dem Wasser der Isenach angetrieben wurde.
Burg und Kloster
Kurz vor dem Durchbruch der Isenach durch den Ostrand des Pfälzerwalds liegen rechts über dem Dürkheimer Tal die Ruinen zweier mittelalterlicher Bauwerke, der Hardenburg und des Klosters Limburg. Die Burg geht auf das Adelsgeschlecht der Leininger zurück, das Kloster wurde von Kaiser Konrad II. gestiftet.
Kelten- und Römerfunde
Links über dem Dürkheimer Tal liegen gegenüber von Burg und Kloster die Heidenmauer, ein keltischer Ringwall aus der Zeit um 500 v. Chr., der ehemalige römische Steinbruch Kriemhildenstuhl sowie der Monolith des Teufelssteins, der in der Keltenzeit Gegenstand religiöser Riten war.
Naturkundemuseum
Das Pfalzmuseum für Naturkunde westlich der Kernstadt von Bad Dürkheim wurde 1981 in der historischen Herzogmühle am Herzogweiher eingerichtet. Eines seiner bekanntesten Ausstellungsstücke ist ein Replikat des Krähenberg-Meteoriten von 1869.
Gradierwerk
Das heute für Heilkuren genutzte Gradierwerk Bad Dürkheim wurde nach 1992 und 2007 gelegten Bränden jeweils wieder aufgebaut und 1997 bzw. 2010 neu in Betrieb genommen.
Frankenthaler Kanal
An der Nahtstelle zwischen der Isenach und dem aufgelassenen Frankenthaler Kanal befindet sich die alte Schleuse, die in der zweiten Hälfte des 20. Jahrhunderts zum Rückhaltebecken für den Fall von Hochwasser ausgebaut wurde.

## Wirtschaft
Die Isenach lieferte schon früher Wasser für die Papierindustrie im Dürkheimer Tal. Weil das Brauchwasser lange Zeit ungeklärt zurückgeleitet wurde, war der Bachlauf früher intensiv braun verfärbt. Deshalb wurde das Gewässer während des 20. Jahrhunderts im Volksmund „Colabach“ genannt. Der Bach führt heute noch Schadstoffe, wenn auch weniger als früher.
Heute kommt der Isenach vor allem touristische Bedeutung zu, indem sie belebendes Element des Kurparks ist, den sie durchfließt.
Von kommunaler Seite ist für die Betreuung des Bachs der Gewässer-Zweckverband Isenach-Eckbach zuständig, der dem Landkreis Bad Dürkheim untersteht.